# Свети Атанасий (Локвени)
Вижте пояснителната страница за други значения на Свети Атанасий.
Житошкият или Локвенският манастир „Свети Атанасий“ или „Свети Атанас“ (на македонска литературна норма: „Свети Атанасиј“, „Свети Атанас“) е поствизантийска църква, разположена между прилепските села Локвени и Житоше, Република Македония, част от Дебърско-Кичевската епархия на Македонската православна църква – Охридска архиепископия.
Църквата е разположена южно от Долно Житоше и северозападно от Локвени. Намира се в разрушено състояние, а оцелелите стенописи са пренесени в църквата „Света Троица“ в Крушево. Запазеният ктиторски надпис казва, че тя е издигната в 1627 година в „нужно време и мор велики“. Живописта е суха без моделация с убит колорит и издължени фигури.